# الأوراق الميتة
الأوراق الميتة هو فيلم مغربي من إخراج يونس الركاب سنة 2016، وبطولة كل من ربيع القاطي، سناء بهاج، ربيع بنشحيل، حسناء مومني، نبيل عاطف، نادية النيازي، وآخرون.

## القصة
تحكي الفيلم قصة فنانة استعراضية تدعى «زهرة» تشتغل في معهد رقص، تستعد لحفل راقص في نهاية السنة، وتعيش مجموعة من الصراعات في سبيل إخراج العمل، ويظهر عليها الارتباك والخوف من ماض يطاردها، حيث يلاحقها رجل بملامح مشوهة ومخيفة، ويتعقب خطواتها، ويبدي غيرته كلما لمحها مع رجل.

## روابط خارجية
- فيلم «الأوراق الميتة» على موقع africultures
- «الأوراق الميتة» خارج نمطية السينما المغربية
- قراءة في الفيلم المغربي «الأوراق الميتة» ليونس الركاب